# Anarchici e Resistenza
Gli anarchici parteciparono alla Resistenza italiana e furono impegnati nell'antifascismo in Italia.

## Storia

### I primi episodi
La Resistenza anarchica al fascismo ha radici antiche che partono già dagli Arditi del Popolo a cui gli anarchici aderirono sia come singoli che come formazione politica. La frangia anarchica fu l'unica, nell'ambito della sinistra, ad assumere una posizione netta e precisa in tal senso. Gli altri partiti della sinistra, per opportunismo o per rigidezza dogmatica, sconfessarono tale organizzazione che riunì le Formazioni di difesa proletaria dando loro una struttura paramilitare ben efficiente. Un esempio ne è la difesa di Parma del 1922.
Molti anarchici, che poi parteciperanno alla Resistenza, combatterono il fascismo nella Guerra civile spagnola. La lotta degli anarchici contro il fascismo proseguì senza soluzione di continuità per più di un ventennio e ben oltre se teniamo conto che la guerriglia anarchica contro il regime fascista di Franco è proseguita anche molto tempo dopo la fine della seconda guerra mondiale.
La base e non pochi dirigenti dei partiti della sinistra non obbedirono tuttavia in maniera compatta agli "ordini di partito"; numerosi tra gli Arditi del Popolo erano comunisti o socialisti poi passati al Partito Comunista d'Italia, o rimasti nel Partito Socialista Italiano. Tra i personaggi di alta caratura vi furono Guido Picelli, Vittorio Vidali, Alberto Acquacalda, Riccardo Lombardi per i comunisti e socialisti, e Vincenzo Baldazzi per i repubblicani.

### Durante il ventennio fascista
Il tema della ripresa della lotta contro i fascisti era ovviamente oggetto di discussione e di progetti per i confinati politici di qualsiasi estrazione ideologica. Il direttivo comunista di Ventotene, immediatamente prima dell'estromissione di Benito Mussolini dalla direzione del paese e del susseguente arresto, approvò un documento che già predisponeva il metodo di lotta ed alleanze che accetteranno i comunisti nella lotta al fascismo con la parola d'ordine "Lotta senza quartiere contro i nemici dell'unità proletaria nel massimalismo: gli antisovietici e anticomunisti, negli anarchici: gli anticomunisti". La colonia anarchica, seconda dal punto di vista numerico nell'isola, cercò di riunire in un'assemblea plenaria i compagni della sinistra nella stessa ottica di unità precedente al fascismo, ma ormai la spaccatura provocata dallo stalinismo era insanabile, anche se militarmente anarchici, socialisti e comunisti si troveranno a combattere insieme in diverse occasioni durante la Resistenza. Il documento dei comunisti lasciava già intendere la dipendenza da Mosca che già aveva provocato scontri fratricidi fra i miliziani in Spagna e spiega come molte formazioni anarchiche, a parte quelle autonome come, ad esempio, le Squadre Franche Libertarie di Silvano Fedi, preferiranno in seguito associarsi nella lotta militare a formazioni che facevano capo al PSI come le Brigate Matteotti, o a formazioni comuniste ma che erano ben distanti dallo stalinismo come Bandiera Rossa, o a quelle che facevano capo a Giustizia e Libertà. La vicenda di Emilio Canzi è chiara dimostrazione di quanto asserito. Nel contempo, a Cosenza nasce immediatamente dopo il convegno di Genova ad opera dell'ala anarchica del movimento antifascista il Comitato provinciale del Fronte unico nazionale per la libertà.
Tra gli anarchici al confino nelle isole, soprattutto a Ventotene, vi erano persone temprate da anni di militanza clandestina e partecipazione sia ad agitazione politica che ad operazioni militari come i miliziani italiani antifascisti reduci dalla guerra di Spagna e molti estradati dalla Francia e provenienti dal campo di Vernet d'Ariège, come Emilio Canzi. Nelle zone di incontro fra i confinati, il fulcro della discussione era la metodica con cui distruggere il fascismo e trasformare tale lotta in lotta rivoluzionaria anticapitalistica.
Nel giugno del 1942 si tenne a Genova il convegno clandestino fra le varie frazioni anarchiche italiane e i reduci della Guerra di Spagna. In tale situazione si definì la strategia per una liberazione dal nazifascismo che, come si intuisce dalla mozione che venne approvata dai convenuti, richiedeva una tappa intermedia:
Gli intenti della lotta erano quindi fermamente rivoluzionari, ma si intuiva che molti fra i possibili compagni di strada dell'oggi avrebbero potuto domani mutarsi in avversari. Per questo stesso periodo, le fonti di polizia riferiscono che, da parte di anarchici non meglio precisati residenti in Piemonte, in Lombardia e nelle Marche, fu fondato un movimento antimilitarista denominato "Perdere per vincere" dedito alla diffusione di stampa clandestina e sovvenzionato da Luigi Bertoni di Ginevra.»

### La riorganizzazione
A parte la fortissima spinta contro il fascismo che viene dai confinati, quelli ancora liberi si davano da fare per tenere contatti ed organizzare le varie Bande che si stavano formando localmente per passare alla lotta armata. Tra questi il vecchio ed irriducibile anarchico Pasquale Binazzi di Torre del Lago, che oltre venti anni prima tenne il comizio funebre per l'assassinio da parte dei carabinieri di Renzo Novatore, un anarchico futurista di sinistra e di Dante Carnesecchi. In quel periodo Binazzi era redattore de "Il Libertario" della Spezia. In un breve lasso di tempo si tennero numerose riunioni clandestine a Firenze con rappresentanti di tutte le regioni. L'atmosfera era viva dopo i grandi scioperi operai a Nord che furono una delle principali cause della caduta di Mussolini. La prima "conferenza" segreta che sancì la ricostituzione della Federazione Comunista Anarchica Italiana fu tenuta sempre a Firenze in casa di Augusto Boccone, un fornaio, presenti i delegati rappresentanti le formazioni anarchiche di Bologna, Faenza, Genova, La Spezia, Livorno, Firenze, Torre del Lago, non presenti ma concordi con l'impostazione le formazioni di Carrara e Pistoia. Il tipografo Lato Latini provvide a stampare un migliaio di volantini da diffondere clandestinamente.
Nel volantino si chiariva la strategia per la lotta rivoluzionaria. Tale strategia faceva cardine su idee-forza da sempre patrimonio dell'Anarchia, ovvero rifiuto assoluto della guerra come espressione del prolungamento della politica capitalistica sotto forma di violenza applicata, e nello specifico della situazione contingente collaborazione a ogni forma di opposizione ai nazifascisti impostata secondo i dettami dell'antifascismo più intransigente, rimozione del sistema monarchico di governo per la costituzione di federazioni di liberi comuni e città la cui cosa pubblica deve essere regolamentata dai liberi produttori, e, ovviamente e non da ultima, libertà per stampa associazioni ed opposizione decisa ad ogni sistema dittatoriale per quanto transitorio posso prevedersi, (in questo c'era un netto richiamo alla vicenda dei bolscevichi). I rapporti col PCI secondo questa impostazione non potevano essere idilliaci ma occorreva tentare una collaborazione perché la rete formata dai comunisti di osservanza moscovita rivelava già in nuce tutta la sua enorme potenzialità. Una successiva riunione, tenuta sempre a Firenze fra una delegazione del partito comunista ed una della federazione anarchica, finì, come prevedibile, in un nulla di fatto.

### Le vicende durante la resistenza
Umanità Nova soppresso dai fascisti rinasce a Firenze con una tiratura clandestina di 1800 copie che si avvicina alle 8000 nei successivi 2 anni. La prima testata dice "Salute a Voi, o compagni d'Italia e di tutti i paesi; noi, dopo un lungo e forzato silenzio, riprendiamo con immutata fede il nostro posto di battaglia per la liberazione di tutti gli oppressi".
L'anno 1944 oltre a essere per gli anarchici l'anno dell'impegno partigiano, spesso in situazioni minoritarie e di debolezza locali, è l'anno in cui sovrapposta e compenetrata con la lotta antifascista (caratterizzata da intransigenza e negazione di possibile mediazione coi fascisti) la propaganda e la preparazione per l'insurrezione che porrà fine, secondo le loro speranze, oltre che al fascismo anche al capitalismo. Si tenta di coagulare attorno all'idea anarchica altri filoni quali quello azionista-repubblicano e liberalsocialista, che già in Spagna aveva avuto forti convergenze con il pensiero degli anarchici, basta pensare al legame di Carlo Roselli con l'ala anarchica di Barcellona. Quindi si prova a condividere il programma minimo del 1935 la cui stesura è di Camillo Berneri. Nel contempo si cerca un avvicinamento ai social comunisti. In certe realtà la cosa ha successo: le Brigate Bruzzi Malatesta con le Brigate Matteotti, la collaborazione con Bandiera Rossa, e quindi con la correlata Banda del Gobbo, nonché la stessa collaborazione con le Brigate di Giustizia e Libertà sempre a Roma, che sono al comando di Vincenzo Baldazzi. In alcune zone, vedi Genova ad esempio, vi è una stretta collaborazione fra anarchici e base del PCI. Il Fronte Unico dei Lavoratori proposto dagli anarchici tenta di incunearsi nelle diverse realtà della lotta armata antifascista non tralasciando mai la critica alla politica del CLN. A Milano si forma un'alleanza di breve durata con la frangia di comunisti dissidenti della Lega dei Consigli Rivoluzionari. In questa situazione è conseguente che i nemici acerrimi del Fronte Unico dei Lavoratori sono gli Alleati, che in taluni casi non esitano a far fuori, o quantomeno vi è forte sospetto di ciò, capi partigiani anarchici di grandissima caratura quali Emilio Canzi e Forsinari, comandanti partigiani della zona piacentina che muoiono entrambi a causa di investimenti di jeep guidate da soldati alleati in situazioni e tempi diversi anche se assai vicini.
In maniera altrettanto oscura, anche se sotto il piombo, muore Giuseppe Albano, socialista e ben avverso a qualunque mediazione politica sia in futuro, sia per breve periodo con Re d'Italia e alleati.

### Dopo l'armistizio di Cassibile
Pietro Badoglio, dopo aver assunto la dittatura militare nel luglio 1943, lanciò anche un monito alla sinistra rivoluzionaria che più o meno suonava così: "chiunque si illuda di turbare l'ordine pubblico, sarà inesorabilmente colpito". Questa situazione esasperò i confinati, che già sognavano di riprendere la lotta contro il fascismo. Quando in ambito governativo venne coinvolto un comitato delle opposizioni antifasciste, la situazione dei confinati sembrò risolversi, ma a favore della sola componente moderata. Il testo (sintetizzato) che il capo della polizia Carmine Senise, già capo della polizia durante il fascismo, mandò ai responsabili delle colonie di pena, recita: "Prego disporre subito scarcerazione prevenuti disposizione autorità PS responsabili attività politiche escluse quelle che si riferiscono al comunismo e anarchia". Le ali più radicali ed irriducibili venivano così emarginate, per evitare il rischio che la lotta antifascista si trasformasse in lotta anticapitalistica ed antimonarchica.
Da Ventotene, sotto la direzione di Marcello Guida (che diverrà questore di Milano nel 1969), vennero rilasciati i prigionieri in ordine di pericolosità sovversiva. I primi liberati furono i "democratici" ed i miliziani di Giustizia e Libertà: su questi ultimi vi fu errore di valutazione, visto il legame che li unirà alle bande anarchiche durante la Resistenza. In Giustizia e Libertà, che faceva capo al Partito d'Azione, convivevano fazioni di destra quale quella di Carlo Azeglio Ciampi (che mai partecipò ad azioni militari nella Resistenza nelle zone occupate dai nazifascisti in quanto avendo già attraversato le linee precedentemente ricopriva il ruolo di autiere nell'esercito del Sud), e di sinistra come quella di Vincenzo Baldazzi, repubblicano e discepolo di Errico Malatesta che diventerà il capo delle Brigate partigiane di città, legate al Partito d'azione, nella Resistenza romana. Nella sua formazione confluiranno buona parte degli anarchici romani e non solo romani.
Vennero poi liberati i socialisti ed infine i comunisti in quanto Pietro Badoglio, nell'immediato prosieguo, fece entrare nel governo Giovanni Roveda, comunista e Bruno Buozzi socialista (quest'ultimo in qualità di commissario per i sindacati dei lavoratori dell'industria) ed i due imposero immediatamente la liberazione dei compagni di partito ancora confinati ma non spinsero per la liberazione degli anarchici e dei nazionalisti sloveni e dei partigiani jugoslavi.
Diversi militanti di partiti della sinistra tentarono di rifiutarsi di partire senza gli anarchici e gli jugoslavi, ma senza esito. Nonostante le divisioni teoriche, il fronte antifascista aveva sempre dimostrato eccezionale solidarietà sia in carcere che al confino, e questo fatto provocò rotture e contrasti che ancora oggi sono oggetto di dure discussioni.
A Ventotene, dopo spostamenti in altri campi e luoghi di confino, restavano circa 200 persone fra anarchici, italiani di origine slovena o croata e partigiani jugoslavi, quelli considerati più pericolosi. Quando arrivò il dispaccio, questi ultimi risultavano già inviati al campo di Renicci d'Anghiari (Arezzo), uno dei più disumani del periodo, suscettibile tra l'altro di essere conquistato a breve scadenza dai nazifascisti. Tale episodio merita un approfondimento particolare.

### Il campo d'internamento a Renicci
I periodo è stato ricostruito accuratamente tramite la testimonianza di Alfonso Failla, che combatté nella Resistenza in Toscana, Liguria e Lombardia. A parte il contenuto storico della testimonianza sulla discriminazione fra gli stessi antifascisti operata su ordini di Pietro Badoglio e i maltrattamenti subiti a fascismo già caduto, è da sottolineare che molti anarchici del gruppo di Failla o detenuti nel campo saranno protagonisti anche delle lotte operaie degli anni cinquanta oltre che della Resistenza. Nonostante gli anni di confino e le tragiche vicissitudini della guerra di Spagna, nonché i lunghi anni di carcere fascista e la detenzione nei campi di concentramento francesi dopo La Retirada, gli anarchici risultavano essere ancora in prima linea nella riorganizzazione e nella ripresa della lotta rivoluzionaria. Un aneddoto mostra come fosse ancora forte la coesione fra gli anarchici confinati anche dopo anni di galera e confino fascista: poco dopo la partenza da Ventotene, gli anarchici, gridando dalla nave, salutano Gino Lucetti, detenuto nell'isoletta di S. Stefano. Gino Lucetti era l'Ardito che attentò alla vita Mussolini a colpi di bombe a mano; a Lucetti verrà intitolato il Battaglione Lucetti, battaglione anarchico, che agirà nella Lunigiana e zone limitrofe.
Durante il trasferimento nel campo di Renicci, vi furono diversi tentativi di fuga senza esito positivo. Durante il viaggio e le soste, il gruppo ricevette la solidarietà della popolazione di Arezzo. Lì Enrico Zambonini rifiuta di proseguire e viene direttamente portato in carcere, la zona sarà conquistata dai nazifascisti e Zambonini fucilato subito assieme a don Pasquino Borghi sostenitore della Banda Partigiana dei I sette fratelli Cervi. Alla stazione di Anghiari due anarchici, Marcello Bianconi e Arturo Messinese, si accorgono che poliziotti e carabinieri stanno mettendo il colpo in canna ai fucili; i due allora li invitano vivacemente a sparare subito e a farla finita.
Arrivati al campo, gli anarchici iniziano le proteste per il trattamento iniquo e discriminatorio; gli agitatori più noti vengono isolati in segregazione, ci sono anche scontri con poliziotti e carabinieri, guardiani ed aguzzini del campo. Failla è il leader di queste proteste, e in un lungo articolo su L'Agitazione del Sud rende con chiarezza la sua testimonianza. A Renicci furono portati pure partigiani jugoslavi con molti minorenni e ragazzetti che in parte moriranno a causa dello scarso vitto fornito e della mancanza di medicinali.
Gli aguzzini del campo tentano di sedare quell'inizio di rivolta ad opera di Bianconi e Messinese ponendoli in isolamento, ma il gruppo di Alfonso Failla, formato in gran parte da reduci temprati della guerra di Spagna e dal carcere fascista, è ben avvezzo alle difficoltà e quindi non fa marcia indietro. Per tenere in pugno la situazione, i dirigenti del campo decidono di impedire gli incontri fra gli internati, e il più rigido su questa posizione è un gruppo di militari che fa capo al tenente Panzacchi. Il colonnello Pistone, responsabile del campo, vista l'irriducibilità delle posizioni anarchiche, onde evitare ancora scontri fisici, finalmente permette che i gruppi di diversi alloggiamenti si incontrino liberamente. Nel contempo Emilio Canzi riesce a convincere i miliziani anarchici, estenuati dalle pretese di disciplina durissima da parte degli aguzzini, a non attaccare.
Contemporaneamente Canzi inizia a studiare con i compagni una strategia per sviluppare la lotta nel piacentino. Emilio Canzi, in seguito denominato il "colonnello anarchico" sarà, nella Resistenza, il comandante unico della XIII zona operativa del piacentino.
I partigiani jugoslavi lentamente si amalgameranno con gli antifascisti italiani in quanto estremamente diffidenti proprio perché gli anarchici sono italiani e perciò appartenenti al popolo degli invasori della loro terra, ma piano piano la caparbietà nel convincimento da parte degli anarchici vincerà la loro diffidenza.
Il metodo tipico di intimidazione per imporre la disciplina sono raffiche di mitragliatrice a salve contro i rivoltosi, ma i rivoltosi capiscono presto che sono a salve e tale metodo lascia alla fin fine il tempo che trova. Il solo sistema è trasferire il combattivo gruppo di Failla ad Arezzo, che però è di nuovo in mano ai nazifascisti, o sta per caderci a breve termine; ciò significa portarli a farli fucilare senza il minimo dubbio. Failla fa notare questo al responsabile del campo, ma l'ordine non cambia e viene approntato il trasporto. L'alpino tenente Rouep è l'ufficiale accompagnatore, il graduato è ancora fascista e lo chiarisce nelle discussioni con gli anarchici, ma è assai diverso umanamente da Panzacchi, non gli va per nulla che Failla ed il suo gruppo finisca in mano ai nazifascisti, per cui, a pochi chilometri da Arezzo, blocca il trasferimento e consegna l'elenco dei tradotti ad Alfonso Failla e Mario Perelli rimettendoli in libertà. Fra le altre anarchiche, di cui non si hanno notizie sicure, al campo di Renicci fu inviata pure l'anarchica Lucia Minon moglie di Alpinolo Bucciarelli, anche lui anarchico.

## Il ruolo nella resistenza italiana
Molti soggetti liberati dal campo di internamento di Renicci questi come Emilio Canzi e Mario Perelli raggiunsero con sforzi e fatica le bande partigiane per organizzare e proseguire la lotta contro i nazifascisti, alcuni invece furono presi e fucilati.
Nella zona di Arezzo, gli anarchici parteciperanno alla Resistenza in Valdarno, collaborando con i CLN locali, in Valtiberina dove è ricordato, tra gli altri anarchici, Beppone Livi, nome di battaglia "Unico" agente di collegamento fra le soprannominate "Bande Esterne" e i CLN aretino e toscano. Il Livi, già dall'ottobre del 1943, assieme alla moglie Angiola Crociani, si occupa di nascondere e di provvedere al sostentamento di circa 300 slavi evasi e armati che hanno trovato rifugio nella zona boscosa di Ponte alla Piera (frazione di Anghiari) e di Pieve S. Stefano.

## Il richiamo alla lotta antifascista
La caduta di Mussolini coincide in pratica nel sud con la ripresa dell'ideologia politica socialista-libertario popolare e contadina repressa, ma non doma, durante gli anni del fascismo. Ma nel meridione d'Italia dove risiede il Regno del Sud la guerra è su due fronti contro i nazifascisti ancora in armi a contro i "liberatori"alleati e monarchici che negano libertà di stampa e di organizzazione alle forze su posizioni critiche rispetto alla politica del CLN e della Svolta di Salerno. In tale stato di cose si svilupperà nel dopoguerra anche a danno dei partiti aderenti al CLN causato da un intreccio mafia fascismo servizi segreti alleati e italiani.
In aprile alla vigilia dell'insurrezione che porterà alla Liberazione del Nord dai nazifascisti i partigiani anarchici propagandano nella Genova, vecchia roccaforte antifascista, un appello all'insurrezione mentre a Firenze "Umanità Nova" fa ricomparire in prima pagina di programma minimo di Camillo Berneri.

## Storiografia
Fino agli anni settanta la storiografia sulla partecipazione anarchica alla Resistenza è stata carente. A parte autori come il genovese Gaetano Perillo storico, comunista, partigiano e comandante degli Arditi del Popolo a Genova a suo tempo.

La pubblicazione della bibliografia di Leonardo Bettini che dava ampio spazio ai giornali clandestini e della ricerca di Paola Feri hanno aperto una nuova stagione di ricerche a cui sono seguiti numerosi studi. Alcuni di carattere generale come quelli di Pietro Bianconi, Fabrizio Giulietti, Giorgio Sacchetti, Eros Francescangeli, altri dedicati a specifiche situazioni locali come  i lavori. di Guido Barroero relativi a Sestri Ponente e in generale alla Liguria e di Gino Cerrito relativo all'Apuania. Inoltre sono nati fondi come il fondo della famiglia Camillo Berneri che hanno raccolto grandi quantità di documentazione sulla storia anarchica in generale e su periodi specifici in particolare.